# Anthurium louisii
Anthurium louisii är en kallaväxtart som beskrevs av Thomas Bernard Croat och R.A.Baker. Anthurium louisii ingår i släktet Anthurium och familjen kallaväxter. Inga underarter finns listade.